# Cnaphalocrocis pauperalis
Cnaphalocrocis pauperalis là một loài bướm đêm trong họ Crambidae.